# Praxaspes
Praxaspes (en grec antic: Πραξάστης)va ser un noble persa, de la màxima confiança del rei Cambises II i el seu missatger, i que per encàrrec seu va assassinar al seu germà Smerdis.
Un dia Cambises, en un atac de bogeria va matar un fill de Praxaspes amb una fletxa al cor, en presència del seu pare i quan poc després es va conèixer la usurpació de Smerdis, Cambises va sospitar que Praxaspes no havia complert l'encàrrec de matar´lo. Però Praxaspes va poder demostrar que si que ho havia fet.
Al morir Cambises els mags es va voler guanyar a Praxaspes, ja que era l'únic que sabia que el verdader Smerdis era mort per haver-lo matat personalment. En una assemblea el van convidar a identificar el fals Smerdis com el fill de Cir, però al darrer moment va dir la veritat i es va tirar de dalt d'una torre morint a l'acte.